# David Asphalt

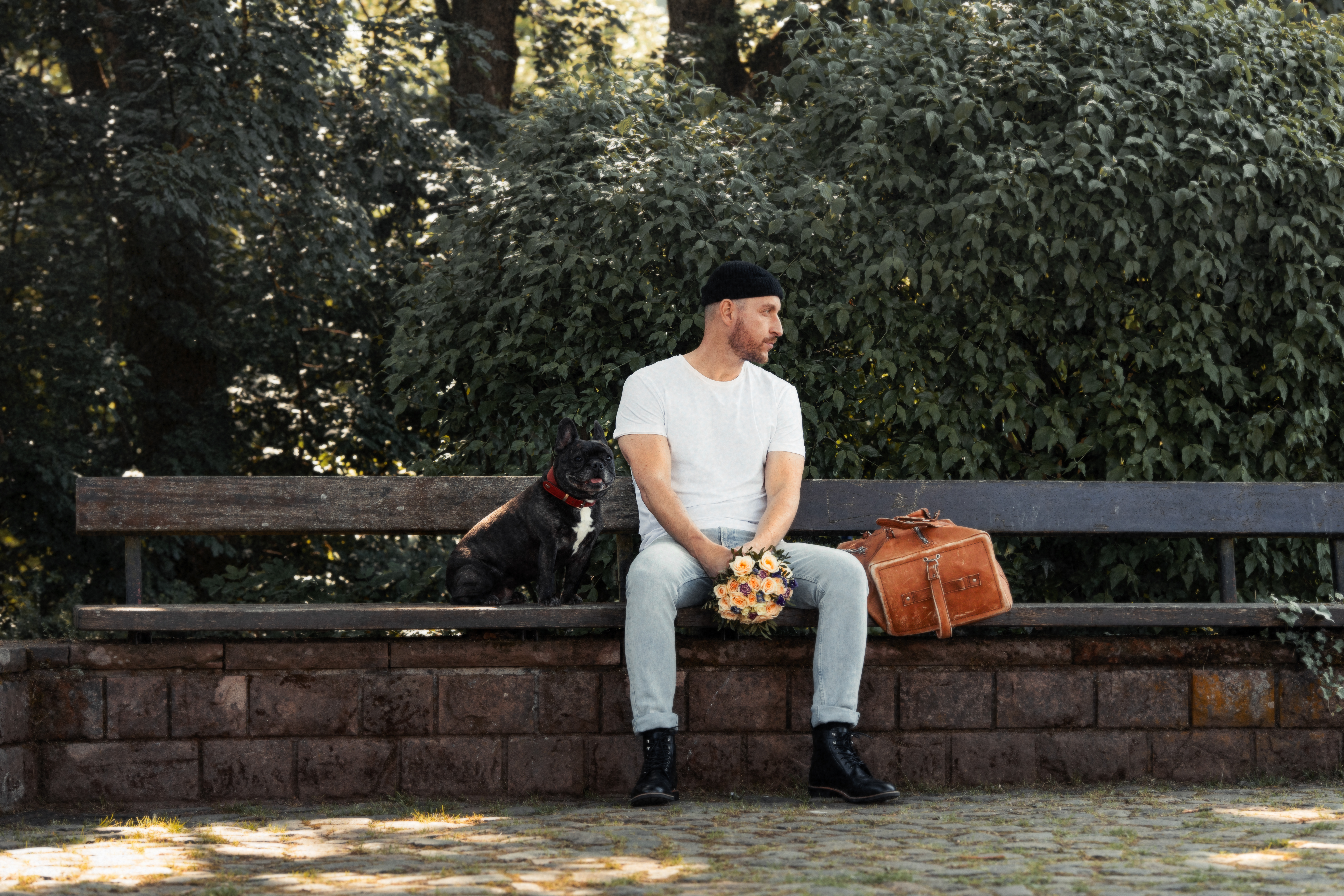
David Asphalt (2021)

David Asphalt (bürgerlich David Massarik, * 30. Januar 1984) ist ein deutscher Rapper und Sänger aus Kaiserslautern.

## Leben
David Asphalts Debütalbum Eine Maschine erschien 2010 bei Wolfpack Entertainment/Universal Music Group.
Gemeinsam mit Daniel Vierling bildet er die Band Kids mit Knarren, die 2022 ihr Debütalbum veröffentlichte.

## Diskografie

### Solo
Alben 
- 2009: The St. Tropez Diaries
- 2010: Eine Maschine
- 2011: The St. Tropez Diaries 2 – Ein neuer Sommer
- 2013: Greatest Hits Vol. 1 mit Milli
- 2024: Leben und Sterben im Hotel
- 2025: Ich und mein Affe

Singles
- Leise rieselt der Schnee (2022)
- Der Astronaut und der Traum (2022)
- Das beste Deutschland aller Zeiten (2022)
- Das Wespennest (2022)

### Mit Asphaltliteraten
- 2001: Asphalt trifft Kopf
- 2003: Die Rückkehr der Teufel
- 2005: Massenvernichtungsaffen – Babylon's Finest Vol. 1
- 2007: H.D.V.A.D.S.V. Volume 1[3]

### Mit Kids mit Knarren
- 2022: All die Blumen

## Weitere Veröffentlichungen
- David Asphalt, Max Jung: Grenzenlose Macht für Hauptschulabbrecher. Ein humoristischer Ratgeber, auch erschienen als Hörbuch und E-Book. epubli, Berlin 2014, ISBN 978-3-8442-9423-1